# Antigua Guatemala
Antigua Guatemala (vanligtvis bara skrivet Antigua eller La Antigua) är en kommun och stad i Guatemalas centrala bergsområde, känd för sina välbevarade byggnader i spansk barockstil och spektakulära kyrkoruiner. Staden, som idag är ett av Unesco utsett världsarv, är centralort i kommunen med samma namn. Den är också huvudstad i departementet Sacatepéquez.

## Befolkning
Befolkningen nådde en höjdpunkt på 1770-talet och hade då uppemot 60 000 invånare. Därefter minskade befolkningen kraftigt. Kommunens folkmängd uppskattades till 45 669 invånare 2013.

## Historia
Antigua Guatemala betyder "Guatemalas gamla stad". Den grundades 10 mars 1543 och var tidigare Spaniens koloniala huvudstad i Centralamerika. Conquistadorerna gav staden namnet La Muy Noble y Muy Leal Ciudad de Santiago de los Caballeros de Guatemala ("den mycket nobla och mycket lojala staden Santiago av Guatemalas riddare"), för att ära sitt skyddshelgon Santiago.
1773 drabbades staden av två stora jordbävningar och stora delar av staden förstördes. Spanska kronan beordrade att staden skulle återuppbyggas på en säkrare plats vilket blev vad som idag är Guatemala City, Guatemalas nuvarande huvudstad. 1776 beordrades invånarna att flytta till den nya staden, vilket också de flesta gjorde.

## Antigua idag
Idag är Antigua känt för sitt firande av den heliga veckan före påsk, då processioner går genom stadens gator varje dag. Här finns också många skolor som lär ut spanska och Antigua har blivit en av de mest populära platserna i Latinamerika för att läsa spanska.[källa behövs] Antigua har också blivit en populär turistort, framför allt bland backpackers.

## Vulkaner

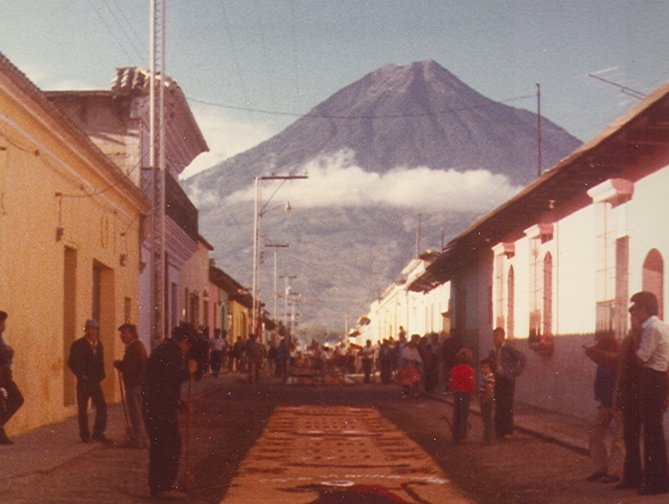
Volcan de Agua (Vattenvulkanen).

Tre stora vulkaner dominerar landskapsbilden runt staden. Den största, söder om staden, är den 3 766 meter höga Volcán de Agua (Vattenvulkanen). Den har fått sitt namn av kratern på toppen som förr i tiden var fylld med vatten. Kort efter spanska erövringen av Guatemala grundades den första huvudstaden en bit upp på berget. Denna huvudstad blev dock förstörd av översvämningar och ras, när en jordbävning släppte lös vattnet från kratern. Staden flyttades därför ned till dalen, där dagens Antigua Guatemala ligger. Byn som utgör den ursprungliga huvudstaden går idag under namnet Ciudad Vieja (övers Gamla staden).
Väster om staden ligger två toppar: Acatenango, en sedan länge inaktiv vulkan som är 3 976 meter hög. Denna vulkan är även möjlig att bestiga med hjälp av flera lokala guider. Vanligtvis gör man etappen under 2 dagar. Dag 2 promenerar du tidigt på morgonen högst upp på vulkanen för att kunna njuta av soluppgången ovanför molnen. Dag 1 slår man istället läger cirka 500 meter från toppen för att kvällstid kunna njuta av den aktiva vulkanen Volcán de Fuego (Eldvulkanen) som når en höjd av 3 763 meter. "Fuego" är känd för att vara nästan konstant aktiv men på en låg nivå. Rök strömmar ut från toppen dagligen, men större utbrott är ovanliga.